# Altes Studentenhaus

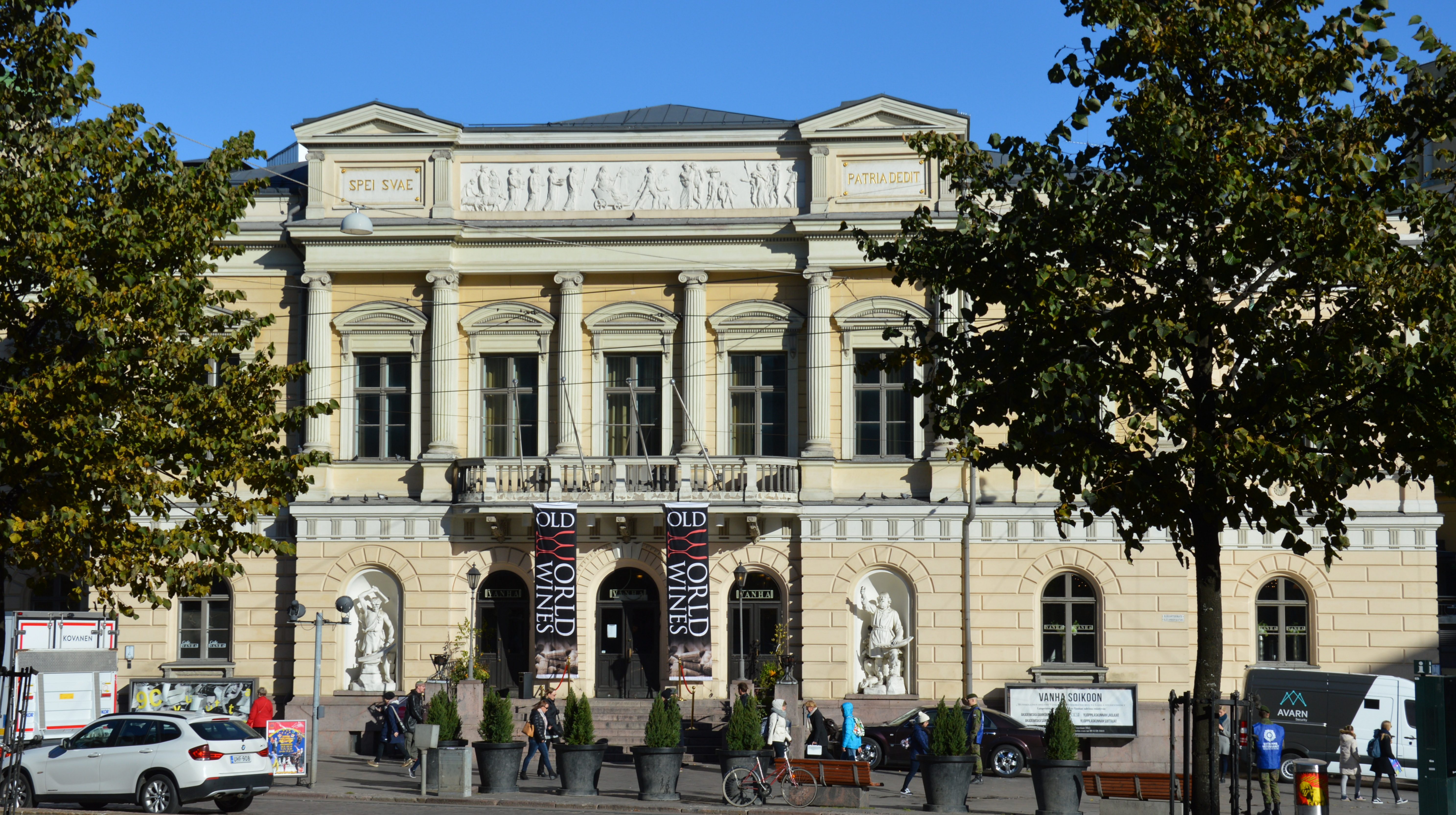
Altes Studentenhaus

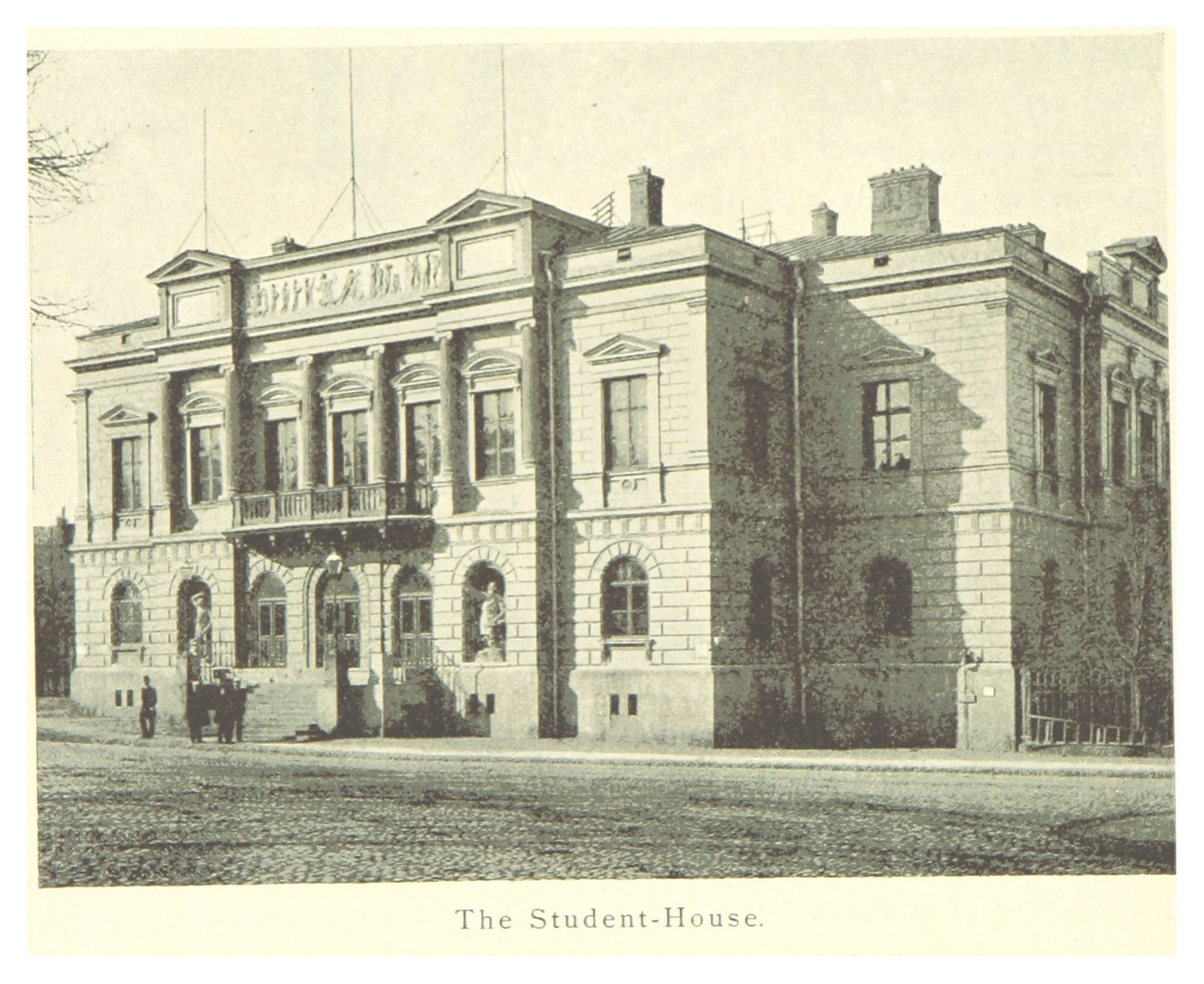
1894

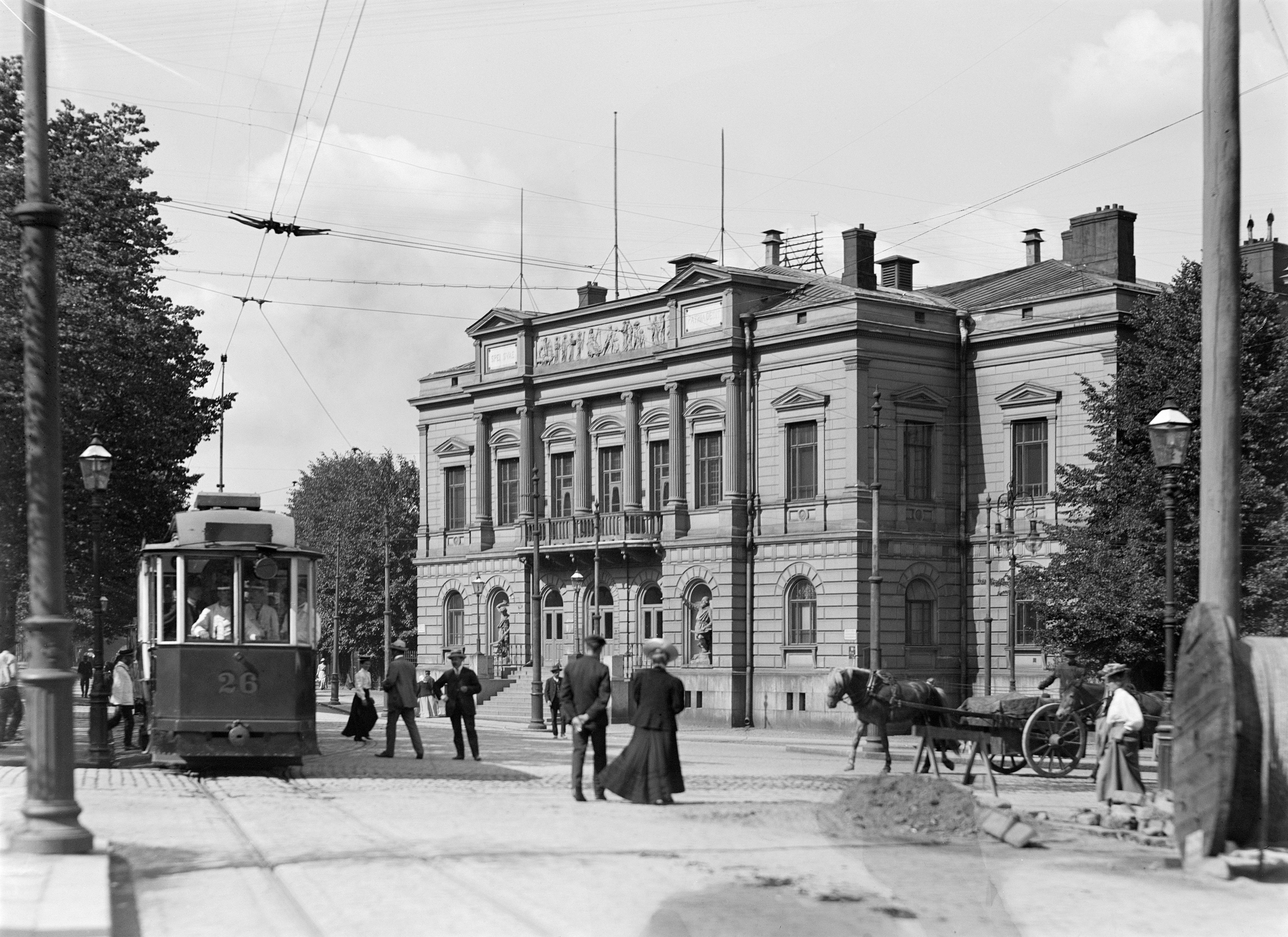
1908

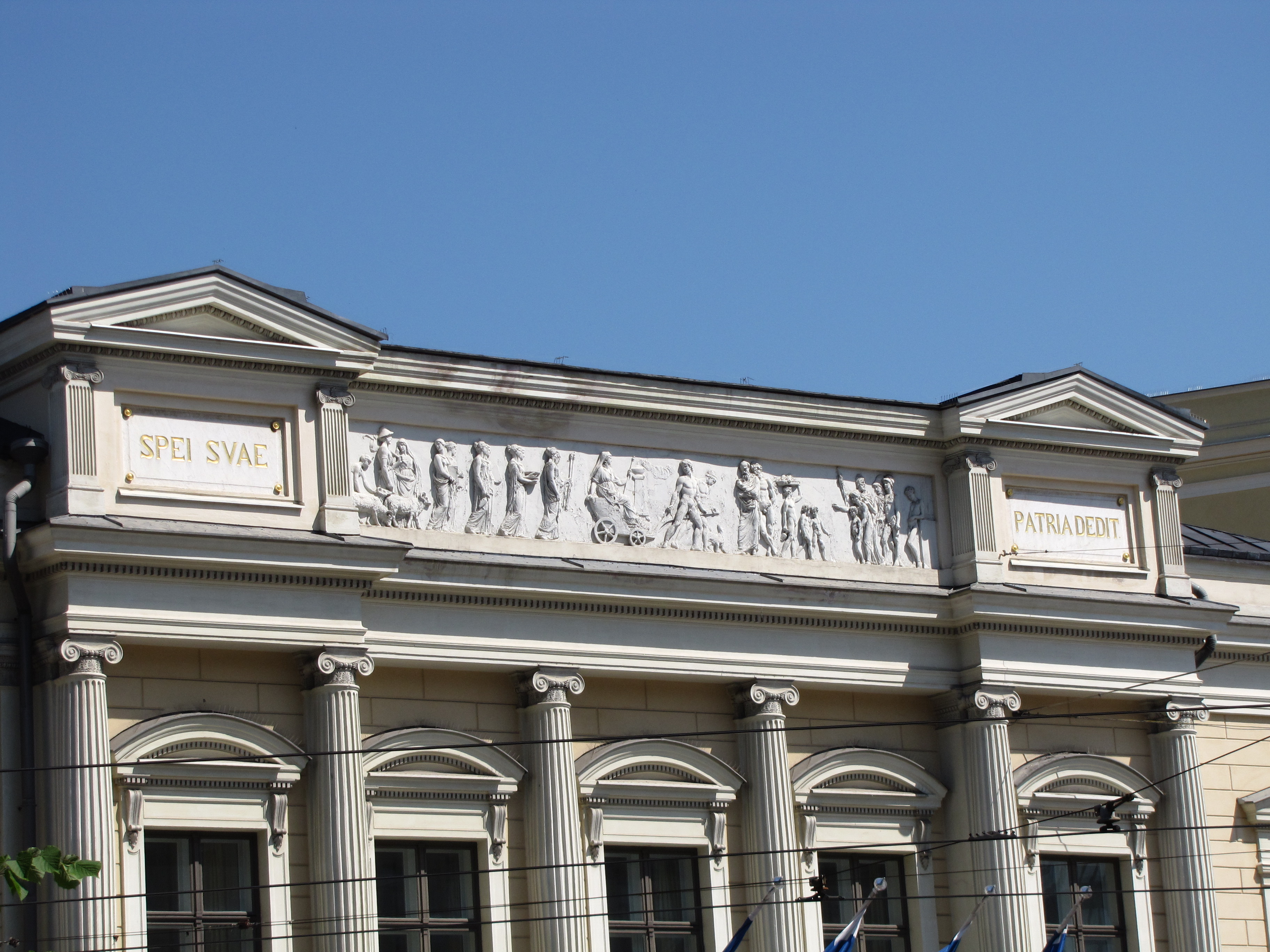
Spei suae patria dedit und Kleobis ja Biton von Walter Runeberg

Das Alte Studentenhaus (finnisch Vanha ylioppilastalo) ist ein Gebäude in Helsinki in Finnland. Im Haus befinden sich Restaurants und ein Ballsaal.

## Lage
Das Gebäude befindet sich im Stadtzentrum Helsinkis an der Adresse Mannerheimintie 3 an der Einmündung der Aleksanterinkatu.

## Architektur und Geschichte
Die Studenten der Universität Helsinki trafen sich in den 1840er Jahren im Haus des Stadtarztes Pihlflyckt an der Adresse Hallituskatu 3. 1858 gründete sich die Studentenunion Helsinkis. Auf Dauer erwies sich das Gebäude als Studententreffpunkt als ungeeignet. Die Idee zum Bau eines eigenen Studentenhauses wurde von mehreren politisch aktiven Hochschullehrern, Johan Vilhelm Snellman, Fredrik Cygnaeus und Carl Gustaf Estlander, unterstützt. Im September 1868 legte die Studentenvereinigung die Pläne für den Bau eines Studentenhauses vor, die vom russischen Zaren Alexander II. genehmigt wurden. Die Vorbereitungen für die Bauarbeiten begannen bereits im August 1868. Zur Finanzierung des Baus wurden Spenden gesammelt. Architekt war Axel Hampus Dalström.
Die Eröffnung des im Stil der Neorenaissance errichteten Baus erfolgte am 26. November 1870. Die Eröffnungsfeier fiel ausgesprochen üppig aus und verursachte Kosten in Höhe von 5000 Finnmark. Die Kosten mussten von den Studenten über vier Semester hinweg abgezahlt werden. Das Gebäude diente als studentischer Versammlungsort und Ort für Feiern.
An der Gestaltung des Hauses spielte die Kenntlichmachung einer finnischen Identität eine wichtige Rolle. So waren viele bekannte finnische Künstler an der Ausgestaltung des Gebäudes beteiligt. Die Innenräume sind üppig verziert und werden häufig als Veranstaltungsort genutzt. Im Haus wurden Clubräume, Tangungssäle, ein Baalsaal und ein Billardzimmer eingerichtet. Im Obergeschoss entstand eine Bibliothek und ein Musiksaal. An der Vorderfront besteht ein Balkon.
Im Jahr 1873 wurde das lateinische Motto Spei suae patria dedit an der Fassade des Gebäudes angebracht. 1874 wurde das Gemälde Väinämöisen soitto des Malers Robert Wilhelm Ekman im Haus aufgehängt. Der Bildhauer Walter Runeberg spendete seine Arbeiten Psyche ja Jupiterin kotka und Apollo ja Marsyas der Studentenunion.
Der als Kanzler der Universität fungierende Alexander Alexandrovich Romanov, später als Alexander III. russischer Zar, besuchte das Studentenhaus im Jahr 1876. Die Skulptur Kleobis ja Biton von Walter Runeberg wurde 1878 aufgestellt. 1888 wurden die von Robert Stigell geschaffenen Skulpturen Ilmarinen und Väinämöinen zu den Seiten des Haupteingangs aufgestellt.
1901 schuf der Maler Akseli Gallen-Kallela ein Fresko mit Szenen aus dem finnischen Nationalepos Kalevala.
Mit der wachsenden Zahl von Studenten erwies sich das Studentenhaus dann jedoch als zu klein, so dass 1910 ein neues Studentenhaus errichtet wurde. Seit diesem Zeitpunkt ist der Name Altes Studentenhaus gebräuchlich. Es wurde regelmäßig renoviert und neuen Nutzungen angepasst, bewahrte jedoch sein Erscheinungsbild. In den 1960er Jahren wurde Teile des Gebäudes zur gastronomischen Nutzung umgebaut.
Am 8. April 198 brach im Haus ein großer Brand aus. Die im Gebäude befindlichen Kunstwerke konnten gerettet werden, bevor der Ballsaal einstürzte, wobei einige Werke aus ihrem Rahmen geschnitten werden mussten. Die Schäden am Gebäude waren erheblich und wurden auf 15 Millionen Finnmark geschätzt. Die Entscheidung zum Wiederaufbau fiel bereits kurz nach dem Feuer. Der Wiederaufbau wurde durch die Architekten Vilhem Helander und Juha Leiviskä geleitet und Ende 1979 zum Abschluss gebracht.
Es dient auch heute als studentischer Treffpunkt und wird gastronomisch genutzt.